# José Carvajal Puente
José Carvajal Puente (Sevilla, 11 de mayo de 1968) es un exfutbolista español que se desempeñaba como delantero.

## Clubes
| Club                | País   | Año       |
| ------------------- | ------ | --------- |
| Betis Deportivo     | España | 1987-1989 |
| Real Betis Balompié | España | 1988-1989 |
| Sevilla F. C.       | España | 1989-1994 |
| Rayo Vallecano      | España | 1994-1996 |
| Xerez CD            | España | 1996      |
| Écija Balompié      | España | 1996-1997 |